# Дафни-Имитос
Да́фни-Имито́с (греч. Δημοσ Δάφνης - Υμηττού) — община (дим) в Греции. Находится в 6 километрах южнее площади Омониас, центра Афин. Входит в южную часть городской агломерации Афин. Входит в периферийную единицу Центральные Афины в периферии Аттика. Население — 33 628 жителей по переписи 2011 года. Площадь общины — 2,35 квадратного километра. Плотность — 14 309,79 человека на квадратный километр. Административный центр — Дафни. Димархом на местных выборах в 2014 году избран Михаил Ставрианудакис (Μιχαήλ Σταυριανουδάκης).
Создана в 2010 году (ΦΕΚ 87Α) по программе «Калликратис» при слиянии упразднённых общин Дафни и Имитос. Граничит на севере с общиной Афины, на северо-востоке с Вирон, на юго-востоке с Ильюполис, на юге с Айос-Димитриосом и на юго-западе с Неа-Смирни.

## Административное деление

Административное деление общины:
1 — Дафни
2 — Имитос

Община (дим) Дафни-Имитос делится на 2 общинные единицы.
| Общинная единица | Сообщество | Население (2011), человек | Площадь, км² |
| ---------------- | ---------- | ------------------------- | ------------ |
| Дафни            | Дафни      | 22 913                    | 1,375        |
| Имитос           | Имитос     | 10 715                    | 0,975        |

## Население

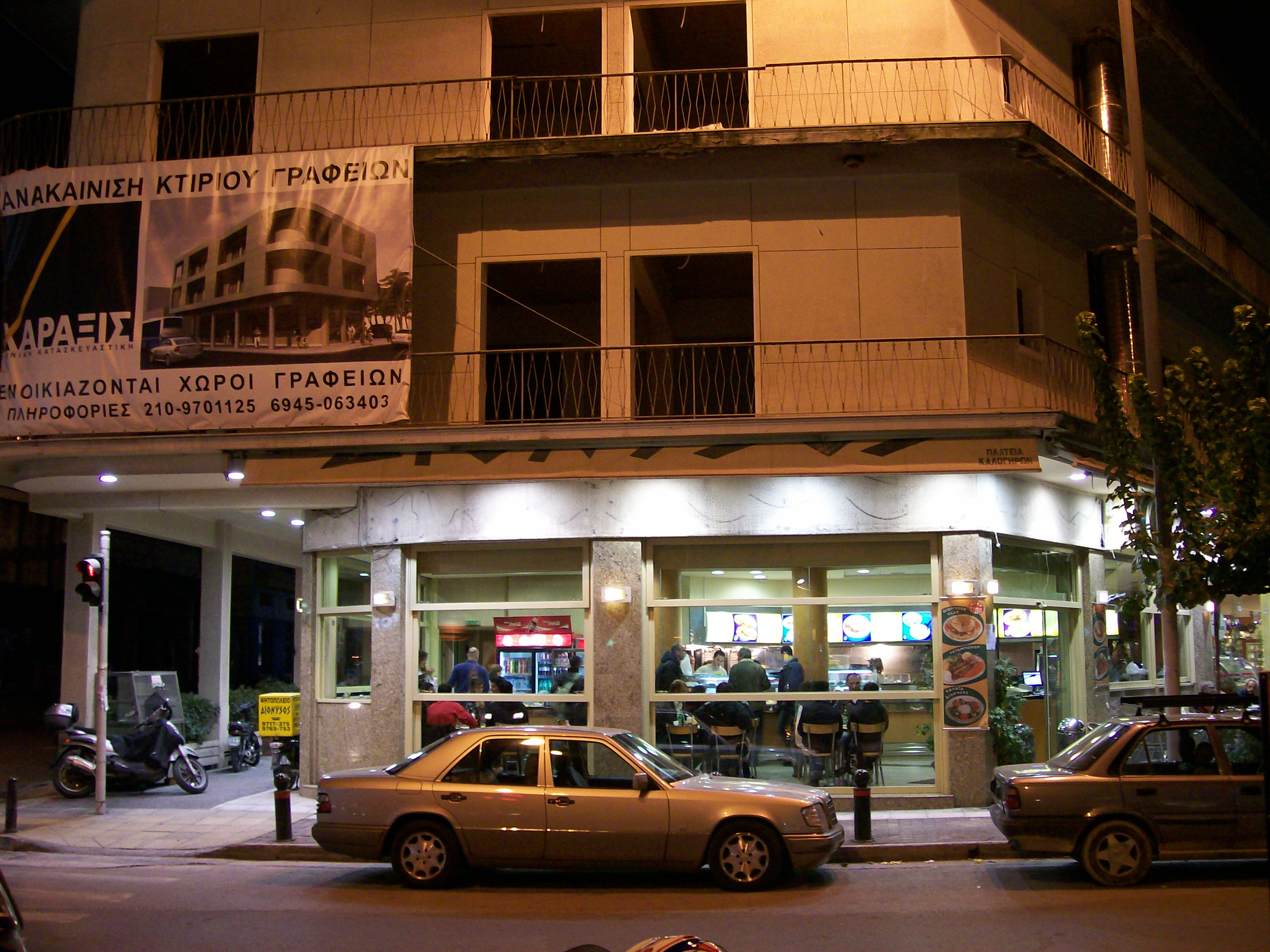
Дафни
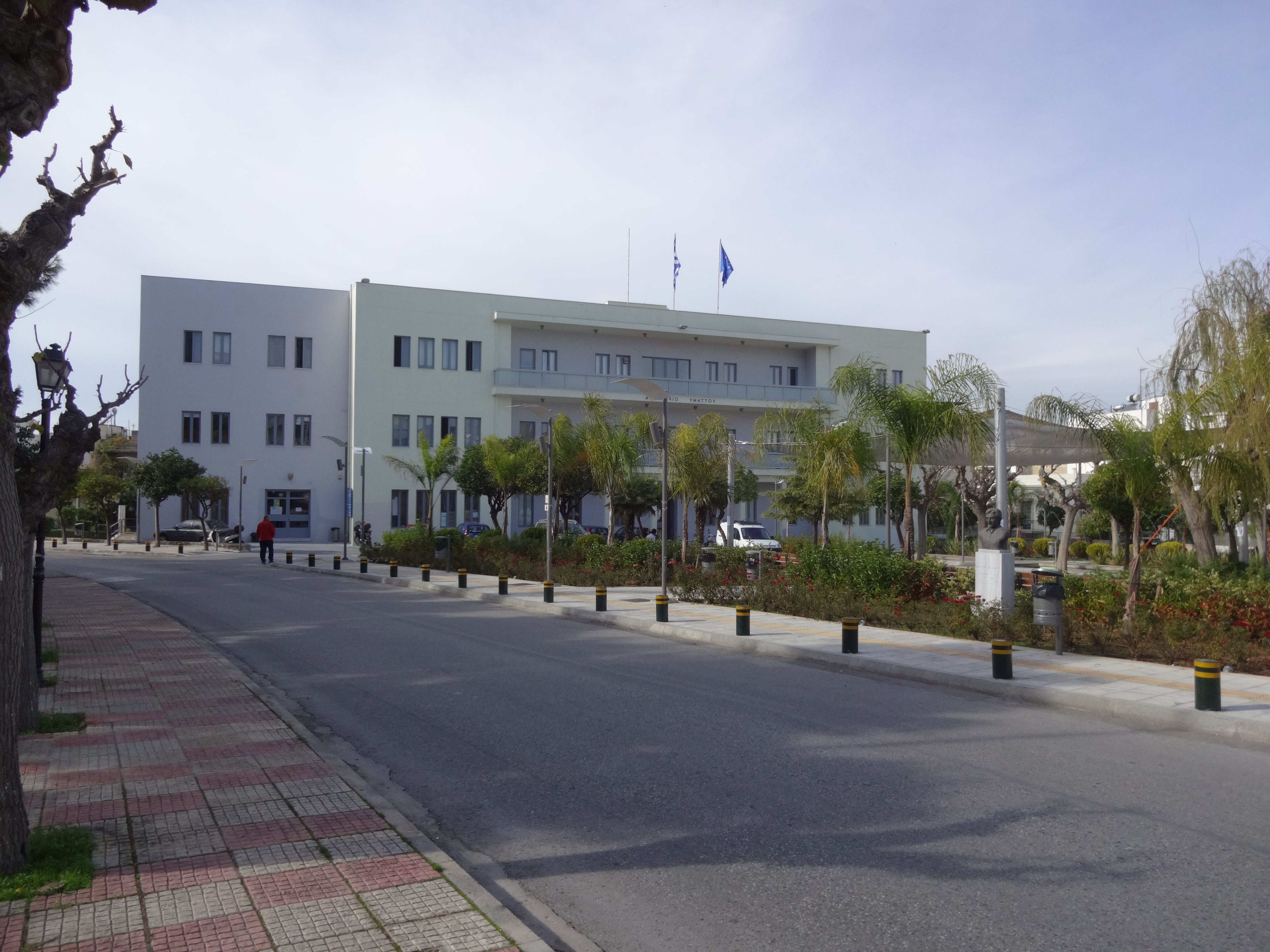
Имитос

| Год  | Население, человек | Население, человек | Население, человек |
| Год  | Дафни              | Имитос             | Дафни-Имитос       |
| ---- | ------------------ | ------------------ | ------------------ |
| 1991 | 24 903             | 12 100             |                    |
| 2001 | 25 058             | 11 746             |                    |
| 2011 |                    |                    | ↘ 33 628           |

- Дафни
- Имитос